# Synthèse d'indole de Hemetsberger
La synthèse d'indole de Hemetsberger (appelée aussi synthèse de Hemetsberger-Knittel) est une série de réactions organiques qui décompose thermiquement un ester 3-aryl-2-azido-propènoïque ester en ester indole-2-carboxylique,.
Le rendement dépasse généralement 70 %. Cependant, ce n'est pas une réaction « populaire », à cause de l'instabilité et la difficulté de synthétiser le réactif initial.

## Mécanisme réactionnel
Le mécanisme réactionnel est à l'heure actuelle inconnu. Cependant, des intermédiaires aziridine ont été isolés. On postule que le mécanisme se déroule via un intermédiaire nitrène.